# Odenbøl Sogn
Odenbøl Sogn eller Nordstrand Sogn (på tysk Kirchspiel Odenbüll) er et sogn på halvøen Nordstrand i det vestlige Sydslesvig i Edoms Herred, nu i kommunerne Elisabeth-Sophie Kog og Nordstrand i Nordfrislands Kreds i delstaten Slesvig-Holsten. 
I Odenbøl Sogn findes flg. stednavne:
- Dreisprung
- Forsbøl
- Frederikskog
- Hamhallig
- Herrehallig
- Kiefhuk
- Mordiget (Mohrdeich)
- Trendmarskkog (Trendermarschkoog)
- Maria Elisabeth Kog
- Nykrog (Neukoog)
- Elisabeth-Sophie Kog